# Un verano sin ti
Un verano sin ti (in italiano: "un'estate senza di te") è il quarto album in studio del rapper portoricano Bad Bunny, pubblicato il 6 maggio 2022 dalla Rimas.

## Tracce
Testi e musiche di Benito Martínez, eccetto dove indicato diversamente.
1. Moscow Mule – 4:05
2. Después de la playa – 3:50
3. Me porto bonito (con Chencho Corleone) – 2:58 (Benito Martínez, Orlando Valle)
4. Tití me preguntó – 4:03
5. Un ratito – 2:56
6. Yo no soy celoso – 3:50
7. Tarot (con Jhay Cortez) – 3:57 (Benito Martínez, Jesús Nieves)
8. Neverita – 2:53
9. La corriente (con Tony Dize) – 3:18
10. Efecto – 3:33
11. Party (con Rauw Alejandro) – 3:47 (Benito Martínez, Raúl Ocasio)
12. Aguacero – 3:30
13. Enséñame a bailar – 2:56
14. Ojitos lindos (con Bomba Estéreo) – 4:18 (Benito Martínez, Liliana Saumet, Simón Mejía)
15. Dos mil 16 – 3:28
16. El apagón – 3:21
17. Otro atardecer (con The Marías) – 4:04 (Benito Martínez, María Zardoya, Josh Conway)
18. Un coco – 3:16
19. Andrea (con Buscabulla) – 5:39
20. Me fui de vacaciones – 3:00
21. Un verano sin ti – 2:28
22. Agosto – 2:19
23. Callaíta – 4:10

## Classifiche

### Classifiche di fine anno
| Classifica (2024) | Posizione |
| ----------------- | --------- |
| Italia            | 84        |
| Portogallo        | 34        |
| Stati Uniti       | 24        |